# Clinton (Karolina Północna)
Clinton – miasto w Stanach Zjednoczonych, w stanie Karolina Północna, siedziba administracyjna hrabstwa Sampson.